# 伊利亞斯·阿巴迪
伊利亞斯·阿巴迪（1992年10月21日—）是一名阿爾及利亞拳擊運動員，曾代表國家參加2012年倫敦奧運的男子次中量級拳擊比賽，但未能獲獎。